# Hazel Scott
Hazel Dorothy Scott (Port-of-Spain, Trinitat i Tobago, 11 de juny de 1920 - Nova York, 2 d'octubre de 1981) va ser una pianista, cantant de jazz i de música clàssica, així com actriu estatunidenca d'origen trinitense. Va ser una artista aclamada per la crítica i una oberta activista en contra de la discriminació racial i la segregació. Va usar la seva influència per a millorar la representació de la comunitat negra al cinema.
Hazel va néixer a Port-of-Spain. Es va mudar a la ciutat de Nova York amb la seva mare a l'edat de quatre anys. Scott va ser una nena prodigi musical, i va rebre beques per a estudiar en la Juilliard School quan tenia vuit anys. En la seva adolescència, va actuar en una banda de jazz. També va interpretar música per a la ràdio.
Scott com a cantant de jazz durant les dècades de 1930 i 1940. L'any 1950 es va convertir en la primera estatunidenca negra a presentar el seu propi programa de televisió, The Hazel Scott Show. La seva carrera als Estats Units va trontollar després que va testificar davant el Comitè d'Activitats Antiestatunidenques el 1950 durant l'era McCarthy. Posteriorment, Scott es va mudar a París l'any 1957 i va començar a actuar per tot Europa. No va tornar als Estats Units fins al 1967.

## Vida personal
L'any 1945, Scott es va casar amb el ministre baptista i congressista estatunidenc Adam Clayton Powell. Van tenir un fill, Adam Clayton Powell III, però es van divorciar l'any 1960 després d'una separació. La seva unió va provocar controvèrsia, ja que Powell estava casat quan va començar la seva relació. A la fi de 1960 els dos es van divorciar i Powell es va casar amb la seva secretària.
El 19 de gener de 1961 es va casar amb Ezio Bedin, un comediant d'origen suís-italià quinze anys menor que ella, però es van divorciar uns anys després, abans que ella tornés als Estats Units. La religió de Hazel Scott era el Bahaísmo.

### Mort
El 2 d'octubre de 1981, Hazel Scott va morir de càncer a l'Hospital Mount Sinai de Manhattan. Tenia 61 anys i li va sobreviure el seu fill Adam Clayton Powell III. Va ser enterrada en el cementiri de Flushing de Queens, Nova York, prop d'altres músics com Louis Armstrong, Johnny Hodges i Dizzy Gillespie (que va morir l'any 1993).

## Llegat
Scott era reconeguda com una pianista de jazz virtuosa, a més dels seus èxits en l'actuació dramàtica i la música clàssica. També va utilitzar la seva condició d'una de les artistes afroamericanes més conegudes de la seva generació per a destacar els problemes de la injustícia racial i els drets civils. Scott va gravar com a líder de diversos grups per a Decca, Columbia i Signature, entre ells un trio compost per Bill English i el contrabaxista Martin Rivera, i un altre trio amb Charles Mingus en el baix i Rudie Nichols a la bateria. El seu àlbum de 1955 Relaxed Piano Moods en el segell Debut Rècord, amb Mingus i Max Roach, és generalment el seu treball més ben valorat per la crítica actual. El seu estil de swing únic i la fusió d'influències clàssiques i de jazz la van mantenir fent concerts fins pràcticament el final de la seva vida.
La cantant i compositora Alicia Keys va citar Scott com la seva inspiració per a la seva interpretació en el 61è lliurament dels premis Grammy, dient: "He estat pensant en les persones que m'inspiren; una salutació a Hazel Scott, sempre he volgut tocar dos pianos".
El 2020 va ser el tema del programa de BBC World Service, titulat Hazel Scott: Jazz star and barrier breaker en la sèrie The Fòrum.

## Discografia seleccionada
- Swinging the Classics: Piano Sols in Swing Style with Drums (Decca #A-212 [78rpm 3-disc album set], 1941)
- Her Second Album of Piano Sols with Drums Acc. (Decca #A-321 [78rpm 3-disc album set], 1942)
- A Piano Recital (Signature #S-1 [78rpm 4-disc album set], 1946)
- Great Scott! (Columbia #C-159 [78rpm 4-disc album set], 1948; Columbia #CL-6090 [10" LP], 1950)
- Two Toned Piano Recital (Coral #CRL-56057 [10" LP], 1952)
- Hazel Scott's Late Show (Capitol #H-364 [10" LP], 1953)
- Relaxed Piano Moods (Debut #DLP-16 [10" LP], 1955)
- 'Round Midnight (Decca #DL-8474, 1957)
- Always (Image Rècords #IM-307, 1979)
- After Hours (Tioch Digital Rècords #TD-1013, 1983)
- "Bye-Bye Boogie: Hazel Scott leaves night clubs and moves to concert stage", Ebony, novembre de 1945: 31–34.
- "Cafè Society Concert." Time Magazine, 5 de maig de 1941.
- "Hazel Scott is Queen Once More in Warner's 'Rhapsody in Blue'", Chicago Defensar, 1 de setembre de 1945: 14.
- McAfee, J., Jr., "Scott, Hazel", CBY 1943 Obituary, JSN, ii/4 (1982), 19.
- Bogle, Donald. 2001. "The Hazel Scott Show", in Primetime Blues: African Americans on Network Television. Nova York: Farrar, Straus and Giroux, pàg. 15–19.
- Chilton, Karen. Hazel Scott: The Pioneering Journey of a Jazz Pianist from Cafe Society to Hollywood to HUAC.  University of Michigan Press, 2008.
- Feather, Leonard. "Swinging the Classics", The New York Times, 18 de maig de 1941: X5.
- McGee, Kristin. "Swinging the Classics: Hazel Scott and Hollywood's Musical-Racial Matrix," in Some Liked it Hot: Jazz Women in Film and Television, 1928–1959 (Middletown, CT: Wesleyan University Press 2009) 113–133.
- Myter-Spencer, D.: "Hazel Scott, Jazz Pianist: Boogie-woogie and Beyond," Jazz Research Papers, x (1990), 75.
- Reed, Bill. 1998. "The Movies: Hazel Scott", in Hot From Harlem: Profiles in Classic African-American Entertainment, Los Angeles: Cellar Door Press, pàg. 110–128.
- Taubman, E. 1941. "Cafè Music Heard at Carnegie Hall", The New York Times, 24 d'abril de 1941: 24.
- Taubman, E. 1943. "Swing feature Soviet Benefit: Cafè Society assures at least a thousand watches for the Russian Fighting Forces," The New York Times, 12 d'abril de 1943: 28.
- Taylor, A. "Hazel Scott", Notes and Tones: Musician-to-Musician Interviews (Lieja, Belgium, 1977, rev. and enlarged February 1993).